# 在レオン日本国総領事館
在レオン日本国総領事館（スペイン語: Consulado General del Japón en León / Consulado General de Japón en León、英語: Consulate-General of Japan in León）は、メキシコの都市レオンに設置されている日本の総領事館である。2020年4月より、板垣克巳が総領事を務めている。
レオンの人口規模はメキシコで第7位であるに過ぎない。しかし、レオンを擁するグアナフアト州は製造業の進出が盛んで、2016年10月時点でホンダとマツダを筆頭とする日系企業が234社ほど進出しており、日系企業進出数で見るとグアナフアト州がメキシコ全国で最も多い。このような日本企業数、在留邦人数の急増から、2016年に新設される在外公館のうちの1館にレオン総領事館が選ばれた。

## 沿革
- 1952年4月28日、サンフランシスコ平和条約の発効により日本国が独立、メキシコも同条約締結国のうちの一国[4]
- 2016年1月1日、在レオン日本国総領事館が開設される[3]
- 2016年1月26日、鈴木康久が初代総領事に任命される[5]

## 所在地
| 日本語     | 〒37270 グアナフアト州レオン市ロス・ガビラネス地区アドルフォ・ロペス・マテオス通り1717番地9階 |
| スペイン語 | Blvd. Adolfo López Mateos 1717, Piso 9, Col. Los Gavilanes, León, Gto., C.P. 37270            |

## 管轄地域
グアナフアト州、アグアスカリエンテス州、ハリスコ州、ケレタロ州、サン・ルイス・ポトシ州及びサカテカス州を管轄。